# Popis hrvatskih veleposlanika u Laosu
Republika Hrvatska i Laoska Narodna Demokratska Republika održavaju diplomatske odnose od 4. ožujka 1996. Sjedište veleposlanstva je u Kuala Lumpuru.

## Veleposlanici
Hrvatska nema rezidentno veleposlanstvo u Laosu. Veleposlanstvo Republike Hrvatske u Maleziji pokriva Vijetnam, Laosku Narodnu Demokratsku Republiku, Mjanmar, Brunej Darussalam i Kambodžu.
| Veleposlanik      | Postavljenje      | Opoziv              | Sjedište     |
| ----------------- | ----------------- | ------------------- | ------------ |
| Krešimir Žnidarić | 18. lipnja 1996.  | 10. listopada 1996. | Kuala Lumpur |
| Damir Perinčić    | 5. lipnja 1997.   | 1. studenoga 2002.  | Kuala Lumpur |
| Željko Čimbur     | 8. prosinca 2003. | 15. prosinca 2008.  | Kuala Lumpur |
| Željko Bošnjak    | 4. veljače 2009.  | 30. travnja 2014.   | Kuala Lumpur |
| Krešo Glavač      | 16. veljače 2017. |                     | Kuala Lumpur |

## Vanjske poveznice
- Laos na stranici MVEP-a